# Marenanuka
Marenanuka ist ein Ort mit einer Landfläche von 0,17 km² im Osten des Tarawa-Atolls in den zum Inselstaat Kiribati gehörenden Gilbertinseln im Pazifischen Ozean. 2020 hatte der Ort 195 Einwohner.

## Geographie
Marenanuka liegt auf dem nordöstlichen Arm des Atolls von Tarawa. Im Norden überquert eine Brücke den schmalen Kanal, der den Ort von Abaokoro trennt; im Süden schließt sich Tabonibara an.

## Klima
Das Klima ist tropisch heiß, wird jedoch von ständig wehenden Winden gemäßigt. Ebenso wie die anderen Orte des Tarawa-Atolls wird Marenanuka gelegentlich von Zyklonen heimgesucht.